# コナスビ
コナスビ（小茄子、学名：Lysimachia japonica）は、サクラソウ科オカトラノオ属の多年草。

## 特徴
茎は斜めに立ち、後に伸長して地を這い、長さ7-20cmになり四方に広がる。茎にはまばらに軟毛が生える。葉は対生し、葉身は卵形または広卵形で、長さ10-25mm、幅7-20mm、先端は短くとがり、基部は円形で長さ5-10mmになる葉柄がある。葉肉内にやや透明な腺点がある。
花期は5-6月。花は黄色で、葉腋ごとに1個ずつつける。花柄は長さ3-8mmになり、花が終わると下方に曲がる。萼は深く5裂し、萼裂片は線状披針形で先端は鋭くとがり、長さは花冠とほぼ同長で、透明な腺点がある。花冠は径6-7mmで、深く5裂し、裂片は広卵形で先はとがる。雄蕊は5個、花柱は1個ある。果実は蒴果で径4-5mmの球形となり、下方を向き、まばらに長毛が生え、熟すと5裂する。種子は長さ約1mmの楕円形になり、稜があり、表面は黒色で密にこぶ状突起がある。
花柄が長いものがあり、「ナガエコナスビ」として区別することがあるが、明確な差異は認められない。

## 分布と生育環境
日本では、北海道、本州、四国、九州、琉球に分布し、低地から山地の原野、道ばた、庭、草原などにふつうに見られる。国外では、アジア東部の熱帯から温帯に広く分布する。

## 名前の由来
和名 コナスビは「小茄子」の意で、果実を小さなナスにたとえたもの。

## ギャラリー

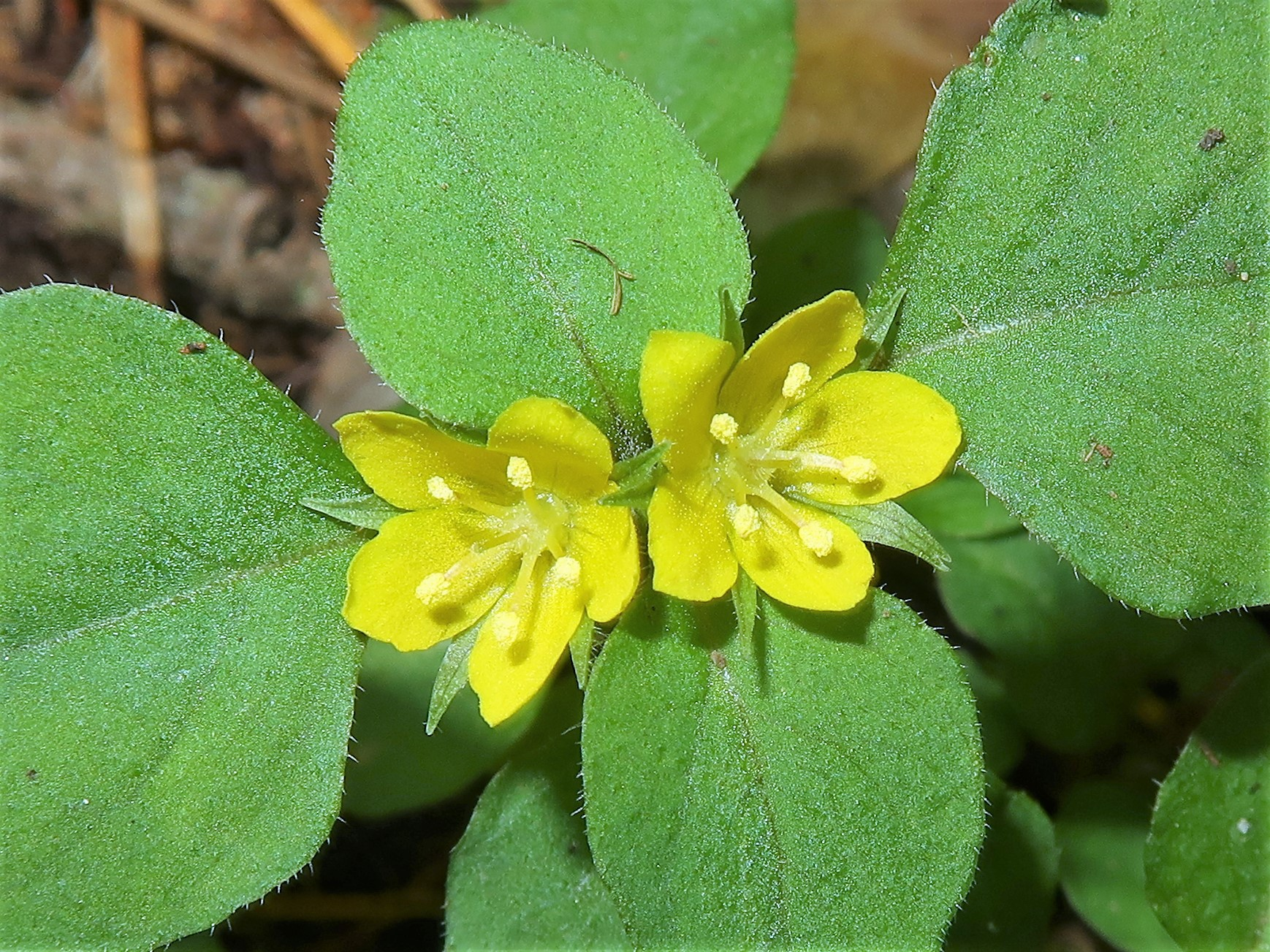
花冠は5深裂し、雄蕊は5個、花柱は1個ある。
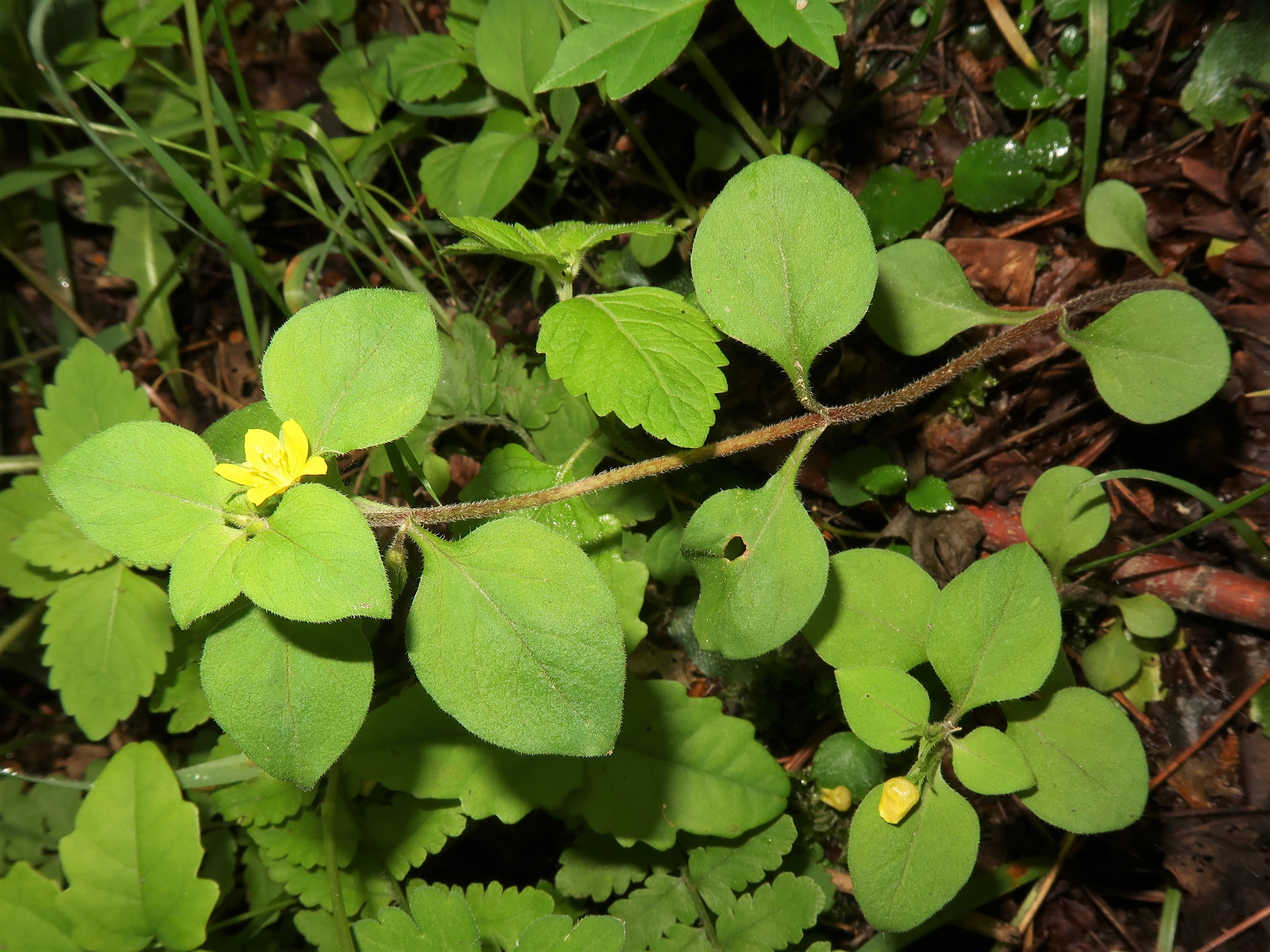
茎と葉柄に軟毛が生え、葉は葉柄をもって対生する。
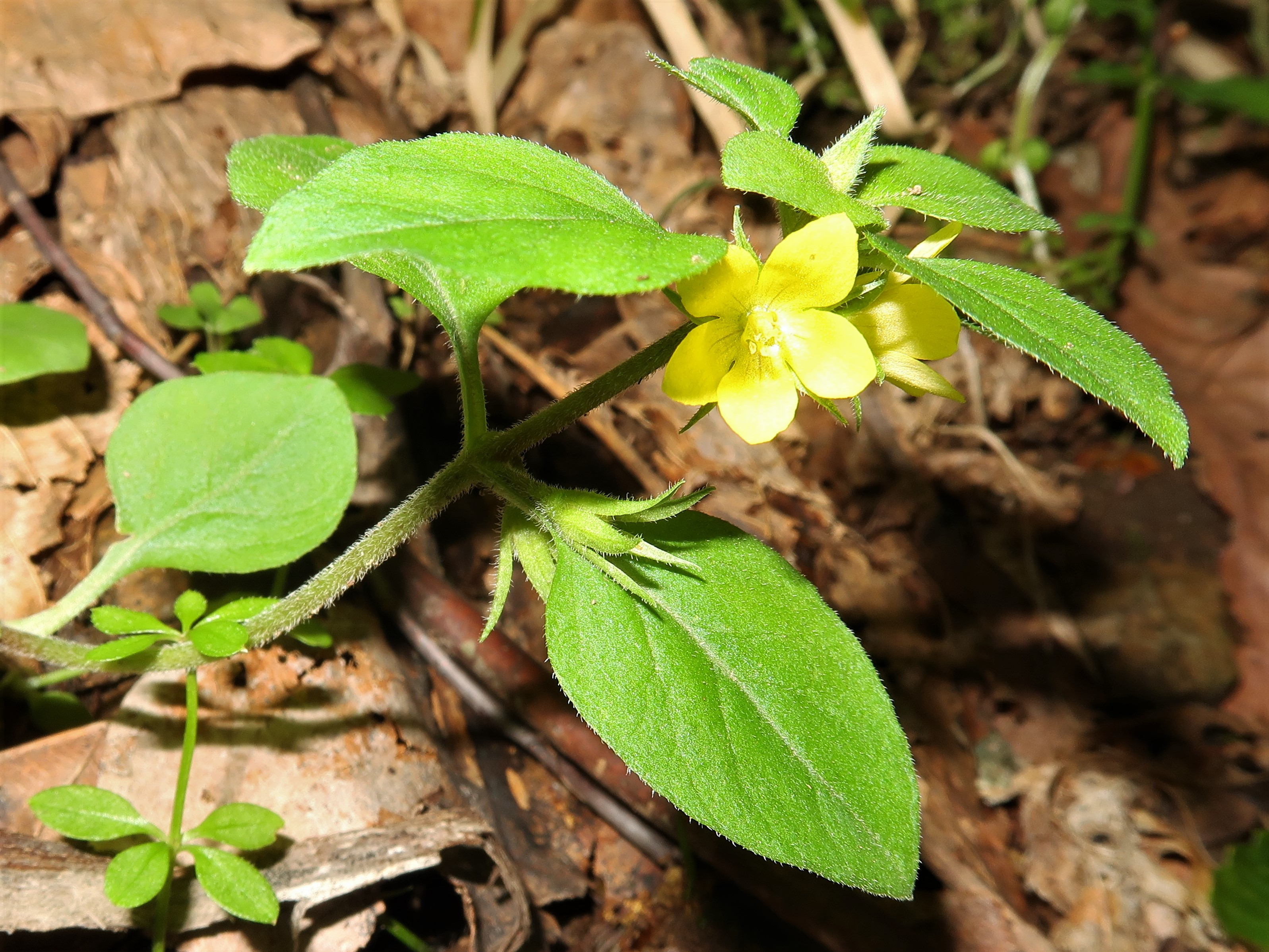
萼は5深裂し、中に若い果実がある。
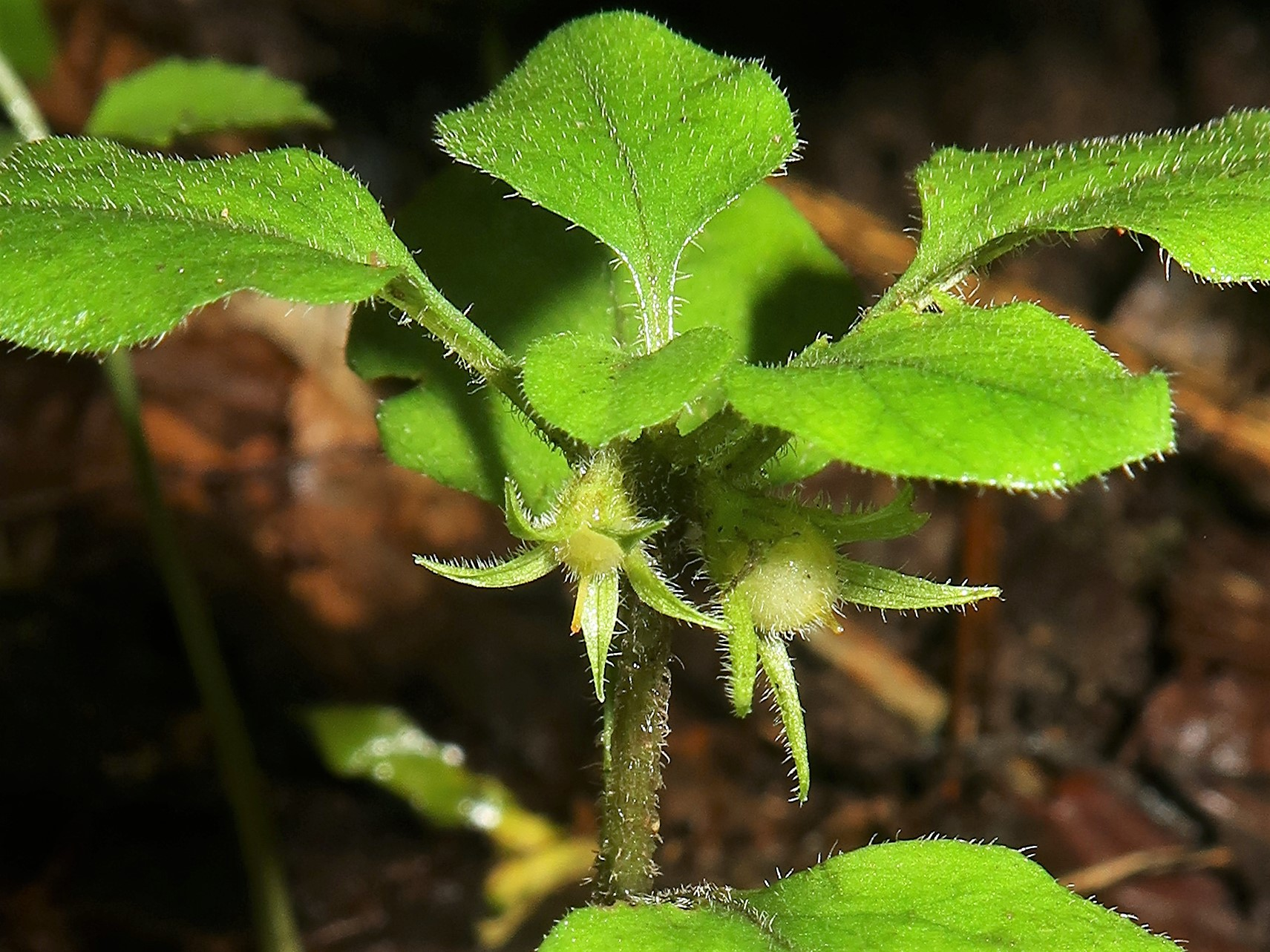
若い果実。

## 下位分類
- ヒメコナスビ Lysimachia japonica Thunb. var. minutissima Masam.[7] - 屋久島産で、全体には小さいが花が大きく、葉の長さが3-7mmになるものを変種とする。別名、ヤクシマコナスビという[6]。変種名 minutissima は「はなはだ小なる、極めて小さい」の意味[8]。